# Рипальта-Гуэрина
Рипальта-Гуэрина (итал. Ripalta Guerina) — коммуна в Италии, располагается в регионе Ломбардия, в провинции Кремона.
Население составляет 436 человек (2008 г.), плотность населения составляет 145 чел./км². Занимает площадь 3 км². Почтовый индекс — 26010. Телефонный код — 0373.
Покровителем коммуны почитается святой Готтард. Праздник ежегодно празднуется 4 мая.

## Демография
Динамика населения:

## Администрация коммуны
- Официальный сайт: